# El Junquillo
El Junquillo es un yacimiento arqueológico romano situado a las afueras (unos 800 metros) de la pequeña población de Aldea Moret, a unos dos kilómetros de la ciudad de Cáceres y a una docena de metros de la vía del ferrocarril Cáceres-Lisboa (kilómetro 335,600), sobre una minúscula cresta rocosa (456 m s. n. m.), dentro del territorium de la antigua Norba Caesarina, España.
Consiste en una turris o torre de vigilancia (un fortín según algunos investigadores) cuya misión se desconoce: por esa zona no pasaba camino o calzada alguna, ni tampoco se han encontrado restos de ninguna población o villa romana. Está ubicado aproximadamente a 2 km al NW del yacimiento arqueológico Cuarto Roble, torre de vigilancia que dominaba y protegía una villa romana no excavada.
En la actualidad (2012) el visitante sólo puede observar dos o tres hiladas de piedra, unida con argamasa de cal, que parece de factura bajoimperial. El conjunto en sí sólo destaca como una especie de "montaña" de tierra y cascotes, de apenas 50 cm de altura, sobre una cresta rocosa pelada; en derredor pueden observarse piedras y fragmentos de tejas de factura romana (gruesas y cuadradas), muchas de ellas con aspecto de haber sufrido un violento fuego por su aspecto requemado. La orientación de la torre, rectangular (aproximadamente 5 x 4 m), tiene su lado mayor en dirección Noroeste-Sudeste; su estado impide determinar la ubicación de la entrada, aunque parece que un hueco notable (en su lado SE) podría haber sido dicha entrada.
No se han realizado excavaciones en esta zona. Su proximidad al poblado de Aldea Moret ha degradado el yacimiento. En diciembre de 2007 una excavación superficial (Universidad de Extremadura) puso de manifiesto la abundancia de restros de vasijas romanas, muy fragmentadas, en derredor del yacimiento así como restos de tegulae. 